# Quidditch (thể thao)
Quidditch là môn thể thao đồng đội được lấy ý tưởng từ môn thể thao hư cấu cùng tên xuất hiện trong bộ truyện nổi tiếng Harry Potter và loạt phim điện ảnh Harry Potter của nhà văn J. K. Rowling, đôi khi được gọi là Muggle Quidditch để phân biệt với với môn thể thao hư cấu nguyên tác với các yếu tố phép thuật như chổi bay hay trái bóng bị phù phép. Trong Vũ trụ Harry Potter, "muggle" là từ để chỉ một người bình thường không có dòng máu phép thuật. Dù đang là môn thể thao còn rất non trẻ, được chơi lần đầu tiên vào năm 2005. Tuy nhiên, quidditch hiện đang được chơi trên khắp thế giới và đang phát triển mạnh mẽ. Luật thi đấu được ban hành bởi Liên đoàn quidditch Quốc tế (IQA).
Sân thi đấu có dạng hình chữ nhật với các góc được bo tròn dài khoảng 55 m (60 yards) và rộng khoảng 33 m (36 yards) với ba vòng gôn có độ cao khác nhau ở mỗi đầu sân. Khi tham gia thi đấu, mỗi chổi thủ giữ một cây chổi giữa hai chân. Các truy thủ và thủ môn phải đưa quả quaffle (quả bóng chuyền) qua một trong ba vòng gôn của đối phương, mỗi lần thành công được tính 10 điểm. Để phòng thủ, các truy thủ và thủ môn được phép truy cản truy thủ và thủ môn đội đối phương, trong khi các tấn thủ sẽ sử dụng quả bludger (quả bóng né) để loại bỏ bất kỳ chổi thủ nào trên sân. Khi bị bludger ném trúng, chổi thủ đó phải bỏ chổi ra, buông bất kỳ quả bóng nào đang giữ, và chạy về chạm vào vòng gôn đội nhà trước khi tiếp tục tham gia thi đấu. Trò chơi không quy định thời gian thi đấu cố định, trận đấu chỉ kết thúc khi tầm thủ của một trong hai đội giành được quả snitch, và mang về cho đội nhà 30 điểm. Trận đấu có thể kết thúc với tỉ số hoà, khi đó trận đấu sẽ bước vào hiệp phụ cùng với quả snitch sẽ bị giới hạn trong phạm vi sân thi đấu. Hiệp phụ sẽ kết thúc sau 5 phút hoặc quả snitch được bắt hợp lệ.
Mỗi đội phải có tối thiểu 7 chổi thủ (tối đa 21 chổi thủ), trong đó lúc nào cũng có 6 chổi thủ trên sân bao gồm 1 thủ môn, 3 truy thủ và 2 tấn thủ, ngoài ra còn có 1 tầm thủ không xuất phát từ đầu trận. 6 chổi thủ thường trực trên sân phải tuân theo Luật Bình Đẳng Giới, theo đó một đội chỉ được có 4 chổi thủ được xác định cùng một giới tính, ngoại trừ truy thủ. Điều này tạo nên một sức hút riêng ở quidditch, khi không chỉ là môn thể thao nam nữ cùng thi đấu, mà còn là một trong số ít những môn thể thao công nhận giới tính thứ ba (non-binary).

## Lịch sử
Quidditch là môn thể thao đồng đội được xây dựng từ môn thể thao hư cấu cùng tên. Để phân biệt, môn thể thao hư cấu nguyên tác thường được viết hoa "Quidditch" trong khi phiên bản đời thực thường không được viết hoa "quidditch". Vào tháng 4 năm 2017, Từ điển tiếng Anh Oxford đã đưa từ "quidditch" vào từ điển của họ. Trò chơi được chơi lần đầu tiên tại Đại học Middlebury, tại Middlebury, Vermont bởi Xander Manshel và Alex Benepe. Sau đó quidditch đã phát triển độc lập và có nhiều điểm khác biệt.
Đến năm 2007, quidditch có một bước phát triển vượt trội, Giải vô địch quidditch thế giới đầu tiên được tổ chức và đội Middlebury đã lên ngôi vô địch. Kể từ đó, cứ hàng năm cho tới năm 2014, Giải vô địch quidditch thế giới được tổ chức tại Mỹ, nơi các đội tuyển các trường và các đội bóng cộng đồng cùng tranh tài để trở thành nhà vô địch. Mặc dù các nước Canada, Úc, Pháp vẫn thường gửi đội đến tham dự, nhưng Giải vô địch quidditch thế giới vẫn mang nặng tính chất liên bang hơn là một cuộc tranh tài tầm cỡ quốc tế. Sau năm 2014, giải đấu được đổi tên thành Giải vô địch quidditch Hoa Kỳ.
Vào năm 2012, Liên đoàn quidditch Quốc tế (IQA) đã tổ chức Giải đấu mùa hè với 5 đội tuyển quốc gia của các nước Anh (chủ nhà), Mỹ, Pháp, Úc và Canada tham dự. Giải đấu chứng kiến sự áp đảo hoàn toàn của đội tuyển Mỹ và đã lên ngôi vô địch một cách hoàn toàn thuyết phục. Hai năm sau, IQA tiếp tục tổ chức Giải toàn thế giới tại Canada, lần này có thêm sự góp mặt của Mexico và Bỉ. Trong trận chung kết, đội tuyển Mỹ đã đánh bại đội tuyển Úc để giành huy chương vàng. Sau đó giải đấu chính thức trở thành Giải vô địch quidditch thế giới, được tổ chức định kỳ 2 năm.
Kể từ khi bắt đầu tại Đại học Middlebury, môn thể thao đã lan sang các trường đại học khác tại Mỹ, và đã du nhập vào Canada tại Đại học McGill và Đại học Carleton vào năm 2009. Nó trở nên dần quốc tế hoá với các đội tuyển tại Úc, Anh và Pháp, lan toả ra khắp chấu Âu và châu Mỹ, đến Ý, Tây Ban Nha, Bỉ, Hà Lan, Mexico, Argentina và Brazil. Hiện tại đang có một số đội hoạt động tại Malaysia, Trung Quốc, Uganda, Philippines và Việt Nam.

## Các vị trí trên sân
- Truy thủ có nhiệm vụ ghi bàn bằng cách ném quả quaffle qua một trong các vòng gôn đối phương, mỗi lần thành công ghi được 10 điểm. Khi quả bludger ném trúng một truy thủ, truy thủ đó phải thả quả quaffle (nếu có) đang cầm, bỏ chổi khỏi hai chân và phải chạm vào vòng gôn đội nhà trước khi tiếp tục tham gia trận đấu. Truy thủ có thể va chạm trực tiếp (một cách hợp lệ) với truy thủ và thủ môn đối phương. Mỗi đội sẽ có 3 truy thủ trên sân, được nhận diện bằng băng đầu màu trắng.
- Thủ môn có nhiệm vụ cản phá truy thủ đội đối phương ghi bàn. Thủ môn không bị quả bludger tấn công khi đang kiểm soát quả quaffle trong khu vực cấm địa đội nhà. Khi ra khỏi khu vực cấm địa, thủ môn trở thành truy thủ thứ 4 của đội. Thủ môn có thể va chạm trực tiếp (một cách hợp lệ) với truy thủ và thủ môn đối phương. Mỗi đội có 1 thủ môn trên sân, được nhận diện bằng băng đầu màu xanh lá.
- Tấn thủ cố gắng loại bỏ đối phương bằng cách sử dụng quả bludger và ngăn chặn quả bludger đối phương tấn công đồng đội. Tấn thủ vẫn có thể là mục tiêu tấn công của quả bludger tương tự như truy thủ hay thủ môn, tuy nhiên tấn thủ được quyền bắt quả bludger để vô hiệu hoá. Nếu bắt được quả bludger, cả hai tấn thủ (người ném và người bắt) vẫn tiếp tục tham gia thi đấu bình thường. Vì chỉ có 3 quả bludger trong khi có tới 4 tấn thủ, nên sẽ có một tấn thủ không có bóng và tìm cách đoạt lấy bludger từ tấn thủ đội đối phương. Tấn thủ chỉ có thể va chạm trực tiếp (một cách hợp lệ) với tấn thủ đối phương. Mỗi đội có 2 tấn thủ trên sân, được nhận diện bằng băng đầu màu đen.
- Tầm thủ có nhiệm vụ bắt quả snitch. Tầm thủ không được va chạm với người mang quả snitch, nhưng được phép va chạm với tầm thủ đối phương. Tầm thủ bắt đầu tham gia trận đấu từ phút thứ 18. Mỗi đội có 1 tầm thủ trên sân, được nhận diện bằng băng đầu màu vàng.

## Dụng cụ thi đấu
Trận đấu sử dụng 6 vòng gôn được dựng đứng, mỗi bên có 3 vòng, đặt ở vùng bán nguyệt hai đầu sân. Mỗi chổi thủ phải giữ một cây chổi ở giữa hai chân. Có tất cả 5 quả bóng được sử dụng trong thi đấu, được chia làm 3 loại: 1 quả quaffle, 3 quả bludger, 1 quả snitch.

### Chổi
Là một trong những điểm khác biệt tạo nên thương hiệu của của quidditch, cây chổi được sử dụng để tạo độ khó cho trò chơi tương tự như việc kiểm soát bóng bằng một tay trong môn bóng rổ hay chỉ được phép sử dụng chân trong bóng đá. Các chổi thủ phải luôn luôn cưỡi cây chổi của mình trong suốt quá trình thi đấu, ngoại trừ lúc bị bludger ném trúng và quay về vòng gôn đội nhà. Cưỡi chổi có nghĩa là chổi thủ luôn luôn giữ cây chổi nằm giữa hai chân và không được để chổi rớt xuống đất. Việc cầm chổi bằng tay hay chỉ kẹp bằng đùi đều hợp lệ như nhau, miễn là cây chổi vẫn chạm vào người và không tiếp xúc hoàn toàn với mặt đất. Vì gây khó khăn cho trò chơi, nên có một số phiên bản quidditch khác mà người chơi không sử dụng chổi.
Chổi thủ có thể cưỡi bất kỳ loại chổi nào tuỳ vào khả năng tài chính. Nhiều đội có xu hướng sử dụng ống nhựa PVC dài khoảng 1 m, loại này có thể tự làm hoặc mua từ các nhà cung cấp dụng cụ quidditch chuyên nghiệp. Những người chơi giàu có thường lựa chọn chổi Shadow Chasers của hãng Alivan với thân bằng gỗ và đuôi chổi giống với mô tả trong truyện và phim Harry Potter. Thời gian đầu, các đội mới thành lập khuyến khích người chơi "xách chổi lên và bay" và kết quả là người chơi mang đến những cây chổi lông gà và hay những cây chổi chà. Điều này gây nên những khó khăn ban đầu.

### Vòng gôn
Có 3 vòng gôn được đặt ở mỗi đầu sân với các độ cao khác nhau (0.91m, 1.37m, 1.83m) cách nhau khoảng 2 thân chổi (2.34m). Truy thủ và thủ môn có thể ném quả quaffle qua một trong các vòng gôn, bất kể từ đằng trước hay đằng sau, để ghi 10 điểm cho đội nhà. Bất kỳ người chơi nào làm rớt chổi hay bị bludger ném trúng phải chạm vào một trong các vòng gôn đội nhà trước khi quay lại thi đấu (không được chạm bằng chổi).

### Quaffle
Quả quaffle là một quả bóng chuyền bình thường được xì bớt hơi để các truy thủ và thủ môn dễ dàng kiểm soát. Để ghi điểm, quả bóng có thể bay bất kỳ vòng gôn nào, từ bất kỳ hướng nào. Bất kể đội nào ném bóng qua vòng gôn, miễn vẫn còn trong thi đấu, điểm được tính cho đội tấn công vào vòng gôn đó, vẫn được tính là 10 điểm.

### Bludger
Quả bludger là quả bóng né được xì bớt hơi để các tấn thủ dễ dàng kiểm soát. Mặc dù lúc nào cũng có tới 4 tấn thủ trên sân nhưng chỉ có 3 quả bludger. Quả bludger được sử dụng để tấn công người chơi khác trên sân. Khi bị tấn thủ đối phương ném bludger trúng, người chơi bị hiệu ứng hạ gục. Điều này có nghĩa là chổi thủ đó phải bỏ chổi ra, buông bất kỳ quả bóng nào đang giữ, và chạy về chạm vào vòng gôn đội nhà trước khi tiếp tục tham gia thi đấu. Đặc biệt lưu ý là hiệu ứng chỉ có tác dụng lên đối thủ, tức là dù có bị bludger của đồng đội ném trúng, bạn vẫn có thể tiếp tục thi đấu bình thường.

### Snitch
Quả snitch là một quả bóng tennis bỏ trong một chiếc tất dài, được treo đằng sau quần của một người chơi độc lập công tâm mặc đồ màu vàng, trông như chiếc đuôi của người đó. Người mang theo quả snitch có thể làm mọi thứ trong khả năng để bảo vệ quả snitch khỏi tầm thủ của hai đội. Chỉ có tầm thủ mới được phép đuổi theo người mang quả snitch và không được cố tình va chạm. Nếu quả snitch vẫn chưa được bắt sau những khoảng thời gian xác định, một số quy định đối với người mang quả snitch dần được áp dụng để hạn chế phạm vi di chuyển. Trận đấu kết thúc khi tầm thủ của một trong hai đội bắt được quả snitchs và mang về 30 điểm cho đội của mình.

## Cách chơi
Trận đấu bắt đầu với 6 chổi thủ (tầm thủ chưa ra sân vào lúc này) xuất hiện tại vạch xuất phát trong khu vực cấm địa, chổi được đặt trên mặt sân và 4 quả bóng đặt ở vạch giữa sân. Trọng tài chính ra hiệu lệnh "lên chổi" (brooms up!), các chổi thủ sẽ lao lên để chiếm quyền kiểm soát bóng. Sau hiệu lệnh khai cuộc, các tầm thủ không được gây trở ngại cho các vị trí khác, và phải chờ ở gần sân cho đến khi hết thời gian chờ, thường là 18 phút. Quả bóng snitch xuất hiện trên sân từ phút thứ 17 và các tầm thủ được phép xuất phát từ phút thứ 18.
Các chổi thủ thường phải chạy bứt tốc, thay đổi tư thế tấn công - phóng thủ liên tục. Sau mỗi bàn thắng được ghi (mang lại 10 điểm), bóng quaffle được trao lại cho thủ môn của đội bị ghi bàn và các truy thủ phải quay về khu cấm địa đội nhà trước khi triển khai tấn công. Các tấn thủ không bị bắt buộc phải trở về sân nhà hay rời khỏi khu vực cấm địa đối phương. Trận đấu có thể kéo dài vô tận, tuỳ thuộc vào sức bền và kỹ năng bắt snitch của tầm thủ hai đội.
Kể từ Bộ luật thi đấu ấn bản thứ 10, sau mỗi khoảng thời gian quy định mà tầm thủ các đội vẫn chưa bắt được quả snitch, những quy định hạn chế đối với người mang quả snitch dần được áp dụng. Các hạn chế được cộng dồn và có hiệu lực đến khi trận đấu kết thúc. Khi các tầm thủ xuất phát, người mang quả snitch phải ở giữa khu cấm địa của hai đội. Sau phút thứ 23, người mang quả snitch chỉ được di chuyển trong khu vực 1.5 yards giữa sân. Sau phút thứ 28, người mang quả snitch chỉ được sử dụng một tay. Sau phút thứ 33, người mang quả snitch bị hạn chế trong khu vực 1.5 yards tính từ vạch giữa sân và đường biên ở phía đối diện với người tính điểm.
Trận đấu kết thúc khi tầm thủ bắt được quả snitch một cách hợp lệ. Quyết định được xác định bởi trọng tài snitch, trọng tài chính và người mang quả snitch. Đội bắt được snitch ghi được 30 điểm, bất kể họ đang thắng hay thua. Kết quả trận đấu không được xác định bởi việc bắt quả snitch, nhưng điểm số mang lại có ảnh hưởng rất lớn đến kết quả trận đấu. Tuỳ theo tỉ số hiện tại của trận đấu mà các tầm thủ sẽ đưa ra quyết định có bắt snitch hay không. Nếu đội nhà đang để thua quá xa, tầm thủ sẽ hỗ trợ phòng thủ bằng cách đứng giữa quả snitch và tầm thủ đội đối phương.

## Luật thi đấu
Liên đoàn quidditch Quốc tế (IQA) đã xuất bản 11 bản Luật thi đấu. Mỗi quốc gia đang áp dụng các phiên bản luật khác nhau. Phiên bản thứ 9 được sử dụng ở Ý, trong khi phiên bản thứ 8 đang lưu hành ở Pháp, còn Madarin và Tây Ban Nha chỉ mới dùng phiên bản thứ 5.

### Thi đấu
Trận đấu bắt đầu với 6 chổi thủ (tầm thủ chưa ra sân vào lúc này) xuất hiện tại vạch xuất phát trong khu vực cấm địa, chổi được đặt trên mặt sân và 4 quả bóng đặt ở vạch giữa sân. Trọng tài chính ra hiệu lệnh "lên chổi" (brooms up!), các chổi thủ sẽ lao lên để chiếm quyền kiểm soát bóng. Sau hiệu lệnh khai cuộc, các tầm thủ không được gây trở ngại cho các vị trí khác, và phải chờ ở gần sân cho đến khi hết thời gian chờ, thường là 18 phút. Quả bóng snitch xuất hiện trên sân từ phút thứ 17 và các tầm thủ được phép xuất phát từ phút thứ 18.
Các chổi thủ thường phải chạy bứt tốc, thay đổi tư thế tấn công - phóng thủ liên tục. Sau mỗi bàn thắng được ghi (mang lại 10 điểm), bóng quaffle được trao lại cho thủ môn của đội bị ghi bàn và các truy thủ phải quay về khu cấm địa đội nhà trước khi triển khai tấn công. Các tấn thủ không bị bắt buộc phải trở về sân nhà hay rời khỏi khu vực cấm địa đối phương. Trận đấu có thể kéo dài vô tận, tuỳ thuộc vào sức bền và kỹ năng bắt snitch của tầm thủ hai đội. Nhiều giải đấu đưa ra quy định hạn chế đối với snitch, như yêu cầu người mang quả snitch chỉ đùng một tay, không dùng tay hoặc là luôn ở vạch giữa sân, để đảm bảo trận đấu có thời gian thi đấu hợp lý.
Trận đấu chỉ kết thúc khi quả snitch được bắt đúng luật, và đội bắt được snitch sẽ ghi được 30 điểm. Kết quả trận đấu không được xác định bởi việc bắt quả snitch, nhưng điểm số mang lại, đôi khi không có ý nghĩa lắm nếu như đội đang để thua quá xa và thường cố gắng trì hoãn bắt snitch để đồng đội có thời gian rút ngắn tỉ số, trong khi ngược lại, đội dẫn điểm sẽ cố gắng nới rộng khoảng cách.

### Phạm lỗi
Tuỳ theo mức độ nghiêm trọng, chổi thủ phạm lỗi sẽ nhận thẻ xanh, thẻ vàng, hoặc thẻ đỏ.

## Cơ quan quản lý
Liên đoàn quidditch Quốc tế (IQA) đóng vai trò là cơ quan quản lý quidditch toàn thế giới, và giúp phối hợp giữa các hiệp hội các quốc gia trên toàn thế giới thông qua Hội nghị Liên đoàn quidditch Quốc tế. Trong quá khứ, IQA tổ chức Giải vô địch Thế giới cho các thành viên đủ điều kiện của hiệp hội vào cuối mỗi mùa giải, lần đầu tiên vào năm 2007, và tạm dừng vào năm 2014 trước khi tái cấu trúc. Hiện nay, giải đấu duy nhất do IQA giám sát là Giải vô địch quidditch thế giới - IQA World Cup.
Mỗi quốc gia chơi quidditch đều đang trong quá trình phát triển một tổ chức quốc gia. Nhiệm vụ của tổ chức quốc gia là tổ chức hoạt động quidditch tại các quốc gia, xây dựng chính sách thành viên cho các đội tuyển, tổ chức công tác trọng tài, người mang quả snitch, và huấn luyện viên, và là cầu nối giữa các đội tuyển trong nước với Liên đoàn quidditch Quốc tế (IQA).

## Giải đấu chính

### Cấp quốc tế

#### Giải vô địch quidditch thế giới - IQA World Cup
Trước đây được mang tên Giải đấu Toàn cầu hay Giải đấu Mùa hè, World Cup là giải đấu do IQA tổ chức dành cho đội tuyển quốc gia các nước. Tất cả các nước có chơi quidditch đều có cơ hội tham gia vào giải đấu cấp cao nhất hành tinh. Lần gần nhất, giải đấu được tổ chức tại Frankfurt, Đức vào năm 2016. Đội tuyển Úc đã lên ngôi vô địch sau khi phá vỡ sự thống trị của đội tuyển Mỹ tại các giải đấu lớn. Mùa giải năm 2014 được tổ chức tại Burnaby, Canada đã chứng kiến đội tuyển Mỹ lên ngôi vô địch, và đội tuyển Úc giành Á quân. Giải đấu này được tổ chức bởi Hiệp hội quidditch Hoa Kỳ đã thu hút được một chút quan tâm của truyền thông và khán giả. Giải đấu có sự tham gia của Mỹ, Úc, Canada, Anh, Mexico, Pháp và Bỉ.
Ban đầu giải đấu được đặt tên Giải đấu Mùa hè (Summer Games) liên tưởng dựa trên Thế Vận Hội mùa hè Olympic được tổ chức tại London, Vương Quốc Anh. Tháng 7 năm 2012, giải đấu chứng kiến 5 đội tuyển quốc gia đến từ khắp thế giới về tham dự giải đấu quốc tế đầu tiên do IQA tổ chức tại Đại học Parks, Oxford, Anh. Các đội tuyển tham dự bao gồm Mỹ, Anh, Úc, Pháp, Canada.

#### Giải vô địch quidditch châu Âu
Tương tự như World Cup, Giải vô địch quidditch châu Âu là giải đấu quốc tế dành cho các đội tuyển quốc gia trực thuộc Uỷ ban quidditch Châu Âu. Giải đầu lần đầu tiên được tổ chức tại Sarteano, Ý vào năm 2015.

#### Giải quidditch các câu lạc bộ châu Âu
Giải quidditch các câu lạc bộ châu Âu (viết tắt là EQC), tiền thân là Giải quidditch vô địch các câu lạc bộ châu Âu, là giải đấu được tổ chức hàng năm dành cho các đội tuyển thuộc khu vực châu Âu. EQC lần đầu tiên được tổ chức tại Lesparre-Médoc, Pháp vào ngày 13 tháng 10 năm 2012, với số đội tham gia tối thiểu do quidditch chỉ mới được giới thiệu ở châu Âu. Tuy nhiên, giải đấu đã phát triển nhanh chóng. Vào mùa giải 2015 - 2016, thành phố Gallipoli, Ý đã tổ chức giải đấu lần thứ 4 vào ngày 16-17 tháng 4 năm 2016 với 40 đội đến từ 13 quốc gia tham dự. Giải đấu tiếp theo sẽ được tổ chức tại Mechelen, Bỉ vào ngày 25-26 tháng 3 năm 2017 với 32 đội đến từ 15 nước tham dự.

#### Giải quidditch các câu lạc bộ châu Á
Giải quidditch các câu lạc bộ châu Á lần đầu tiên được tổ chức vào ngày 30-31 tháng 7 năm 2016 tại Malaysia. Các đội tuyển tham dự bao gồm Australian National University Owls (ANU), Damansara Dementors, and Subang Chimaeras. Đội tuyển ANU đã xuất sắc giành chức vô địch.
Sau đó giải đấu được tổ chức vào năm 2017 và định kỳ tổ chức 2 năm để tránh sự trùng lặp giữa World Cup và các giải đấu khu vực. Giải quidditch vô địch các câu lạc bộ châu Á 2017 có 5 đội tham dự, bao gồm: Australian National University Owls (Úc), Damansara Dementors (Malaysia), Cú Lửa (Việt Nam), Hanoi Draco Dormiens (Việt Nam), and Seoul Puffskeins (Hàn Quốc). Các đội thi đấu vòng tròn tính điểm để chọn ra đội vô địch. Đội ANU đã chiến thắng tất cả 4 trận để bảo vệ thành công chức vô địch.